# 블랙풀 트램웨이

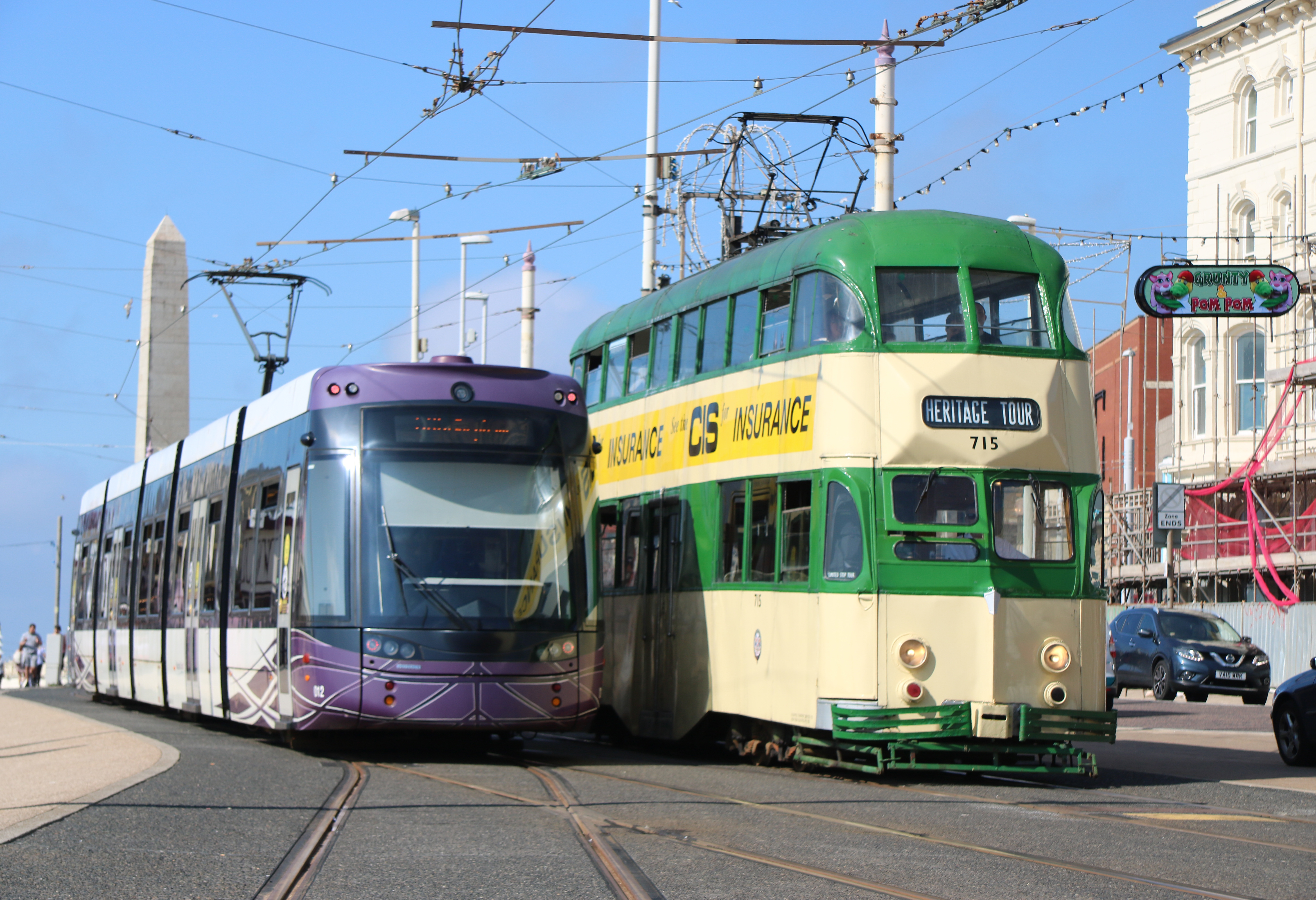
블랙풀 트램웨이

블랙풀 트램웨이(영어: Blackpool Tramway)는 잉글랜드 랭커셔주 블랙풀에서 플리트우드까지 운행되는 노면전차다. 이 노선은 1885년으로 거슬러 올라가며 세계에서 가장 오래된 전기 트램 중 하나다. 블랙풀 트랜스포트 서비스 (BTS)에서 운영하며 18 km (11 마일)를 운행한다.
영국에서 두 번째로 오래된 전기 트램이다. 홍콩 트램과 알렉산드리아 노면전차를 포함하여 여전히 2층 트램을 사용하는 세계에서 몇 안 되는 트램 중 하나다.